# Marina Poklepović
Marina Kostelac Poklepović (Zagreb, 21. srpnja 1971.) je hrvatska kazališna, televizijska i filmska glumica.

## Životopis
Diplomirala je glumu na Akademiji dramskih umjetnosti u Zagrebu.
Zaposlena kao glumica Zagrebačkog kazališta lutaka od 1987. godine. Glumila u Teatru ITD, Gavelli, Komediji, Istarskom narodnom kazalištu u Puli, Narodnom kazalištu u Rijeci, u Čakovcu, Varaždinu, Hrvatskom narodnom kazalištu u Zagrebu itd.
Glumom i kazalištem bavi se od djetinjstva kroz: balet, dramsku, muzičku školu.
Odigrala preko 80 kazališnih uloga, a glumila i na filmu, serijama i radiju… 
Za svoj rad nagrađivana.
Osnivala umjetničke organizacije, bavila se pedagoškim radom, radila kao suradnica, pomoćnica redatelja, producentica, redateljica, koreograf, dramaturg, poznati su joj poslovi od početka rada na predstavi, pa sve do ponude, prodaje, promidžbe itd.

## Filmografija

### Televizijske uloge
- "Sjene prošlosti" kao Dunja Spoljar (2024.)
- "Drugo ime ljubavi" kao matičarka (2019.)
- "Zora dubrovačka" kao pacijentica (2013.)
- "Najbolje godine" kao poslovna partnerica (2011.)
- "Hitna 94" kao Goranova majka (2008.)
- "Tužni bogataš" kao Božina žena (2008.)
- "Zabranjena ljubav" kao Vesna Kos (2004. – 2005.)
- "Obiteljska stvar" kao Sanela (1998.)

### Filmske uloge
- "Fine mrtve djevojke" kao gospođa Lasić (2002.)
- "Putnici" (1998.)
- "Rusko meso" kao prostitutka (1997.)

### Sinkronizacija
- "Skejterica" kao Maharani (2021.)
- "Dan za Da" kao gđa. Hoffling (2021.)
- "To je poni" (2020.)
- "Klaus" kao gđa. Tammy Krum (2020.)
- "Rimski gladijatori" kao Circe (2018.)
- "Pazi se čarobnjaka" kao medvjedica Nana, starica, baka Mary, modna voditeljica, raspjevana karta, generični balon, šapučaća orhideja i djevojčica (2018.)
- "Vili Kočnica" kao policijska poručnica Ulica (2018.)
- "Sezona lova: Lud od straha" kao Bobi (2016.)
- "Violetta" kao Esmeralda (2016.)
- "Kuća obitelji Glasnić" kao Rita Glasnić (2016.)
- "Povratak u divlji zapad" kao gđa. Kol (2016.)
- "Rufus" kao Mannyjeva mama (2016.)
- "Zootropola" kao kao Nanga i gazdarica (2016.)
- "ALVINNN!!! I nemirne vjeverice" kao gđica. Kroner (2016.)
- "Henry Opasan" kao Dorina mama, mali Ray Manchester (2015. – 2020.)
- "Thundermani" kao gđa. Wong
- "Sanjay i Craig" kao Hektorova baka
- "Super špijunke" kao Baka (2013.)
- "Sofija Prva" kao Fauna (2013.)
- "Pipi Duga Čarapa: Pipi se ukrcava" (2012.)
- "Mala, velika panda" kao Hoo Hoo (2011.)
- "Bubble Guppies" kao Gil
- "Dora istražuje" kao Benny
- "Spužva Bob Skockani" kao Baka Skockani
- "T.U.F.F. Puppy" kao Peg Puppy
- "Big Time Rush" kao Jennifer Knight
- "Victorious" kao Mamaw Shapiro, Kendra Harris
- "iCarly" kao Charlotte Gibson
- "Pingvini s Madagaskara" kao Marlene
- "Čudnovili roditelji" kao Chester, Sanjay, Dolores Kroker
- "Pustolovine Jimmyja Neutrona: Dječak genijalac" kao Jimmy Neutron
- "Zvonko" kao Zvonko
- "Pepeljuga" kao Drizela (2005.)
- "Dinotopia 3" (2002.)
- "Dinotopia 2" (2002.)

## Vanjske poveznice
- Marina Poklepović u internetskoj bazi filmova IMDb-u (engl.)
- Stranica na MBZ.hr[neaktivna poveznica]